# Edward Castle
Edward (Edwin) „Ted” Cyril Castle, baron Castle (ur. 5 maja 1907 w Ardwick, Manchester, zm. 26 grudnia 1979 w Chiltern) – brytyjski dziennikarz, członek Izby Lordów, poseł do Parlamentu Europejskiego.

## Życiorys
Syn Fredericka J. Castle, absolwent Abingdon School i Portsmouth Grammar School. Od 1932 redaktor wiadomości w gazecie „Manchester Evening News”, w 1943 przeszedł do „The Daily Mirror”. Od 1944 w redakcji magazynu fotoreporterskiego „Picture Post”, później także zastępca redaktora naczelnego i wydawca tej gazety. Związał się z Partią Pracy, z jej ramienia wybierano go do rady regionu Wielki Londyn w 1964 i do rady gminy London Borough of Islington. W 1974 wykreowany baronem Ardwick i ustanowiony parem dożywotnim w Izbie Lordów. Od lipca 1975 do czerwca 1979 oddelegowany do Parlamentu Europejskiego.
Od 1944 żonaty z wieloletnią deputowaną i minister Barbarą Castle.